# Рух захисту прав людини та громадянина
Рух захисту прав людини та громадянина (пол. Ruch Obrony Praw Człowieka i Obywatela, ROPCiO) — права політична і громадська організація, створена в Польській Народній Республіці в березні 1977 року. Вона намагалася протистояти режиму, засуджуючи його за порушення польського та міжнародного законодавства, включаючи Конституцію Польської Народної Республіки та Міжнародний пакт про громадянські та політичні права.

## Історія
Декларацію, видану і представлену пресі 26 березня 1977 року, підписали 18 осіб, серед яких були Анджей Чума і генерал у відставці Мечислав Борута-Спєхович. У ній пояснювалося, що метою організації є збереження і захист громадянських прав і прав людини. Насправді ж справжньою метою була боротьба з комуністичним режимом Польської об'єднаної робітничої партії легальними засобами. Декларація була опублікована лише через три дні після того, як польський парламент ратифікував Міжнародний пакт про громадянські та політичні права. Організація зосередилася на підготовці відкритих листів протесту до комуністичного уряду, організації юридичної та фінансової підтримки родин політв'язнів і забезпеченні членів антикомуністичної опозиції брошурами, що роз'яснюють їхні права. Серед таких таємно виданих книг були також так звані посібники з арешту, тобто інструкції про те, як поводитися під час арешту міліцією або Службою Безпеки. РОПКіО також організувала мережу юридичних консультантів і видавала кілька журналів, здебільшого підпільно.
16 вересня 1978 року частина членів Руху на чолі з Лешеком Мочульським вийшла з руху і заснувала рух «Ініціативні групи громадян», який пізніше розпався на Конфедерацію незалежної Польщі, Рух молодої Польщі та Рух вільних демократів. Рештки поступово розчинилися в структурах «Солідарності» після її утворення.